# Arrêt Nicolo
Pour un article plus général, voir Grands arrêts du Conseil d'État (France).
L'arrêt Nicolo est une décision du Conseil d'État datant de 1989, qui reconnaît pleinement la supériorité du droit international sur le droit national. En outre, le Conseil d'État se déclare compétent pour contrôler la compatibilité entre les traités internationaux et les lois françaises même postérieures. 

## Les faits
Raoul Georges Nicolo (1923-1993), un ingénieur français, dépose un recours contre les résultats des élections européennes du 18 juin 1989, en faisant valoir que les résidents des DOM-TOM y ont participé, alors que ceux-ci ne font manifestement pas partie du continent européen. Le Conseil d'État estime cependant que la loi organisant les élections (loi du 7 juillet 1977) est conforme au traité de Rome (du 25 mars 1957), et rejette la requête de M. Nicolo.

## Le problème de droit
Antérieurement à l'arrêt Nicolo, le Conseil d'État estimait ne pas avoir la possibilité d'écarter une loi postérieure à un traité international et contraire à celui-ci : dans ce cas, le Conseil d'État faisait prévaloir la loi sur le traité comme dans la Jurisprudence des semoules (CE, Sect., 1er mars 1968, Arrêt Syndicat général des fabricants de semoules de France).
Le Conseil d'État s'abstenait ainsi de tirer les conclusions de l'article 55 de la Constitution aux termes duquel : « Les traités ou accords régulièrement ratifiés ou approuvés ont, dès leur publication, une autorité supérieure à celle des lois, sous réserve, pour chaque accord ou traité, de son application par l'autre partie. » Le Conseil d'État ne s'estimait pas habilité, comme juridiction administrative, à écarter l'application d'une loi, même contraire à un traité, au nom de plusieurs considérations :
- le principe de séparation des autorités judiciaire et administrative, dont découle notamment l'interdiction faite aux juges par la loi des 16 et 24 août 1790 sur l'organisation judiciaire de « suspendre l'application des lois » ;
- le fait que, sous l'empire de la Constitution de 1958, le contrôle de la constitutionnalité des lois a été dévolu à un organe spécial, le Conseil constitutionnel, qui n'agit lui-même que dans des conditions strictement définies ;
- enfin, comme le rappelle le commissaire du gouvernement dans ses conclusions, « une philosophie jurisprudentielle […] selon laquelle le contrôle que vous exercez sur l'action de l'administration pourra s'avérer d'autant plus efficace que vous parviendrez, parallèlement, à éviter tout conflit avec le législateur ».

Les données de la question avaient toutefois été profondément modifiées par la décision du Conseil constitutionnel du 15 janvier 1975 relative à l'interruption volontaire de grossesse : dans cette décision, la juridiction constitutionnelle a jugé qu'« une loi contraire à un traité ne serait pas, pour autant, contraire à la Constitution », au motif que la supériorité établie par l'article 55 n'a qu'un caractère contingent puisqu'elle est subordonnée à une condition d'application réciproque du traité par les parties. Dès lors, le Conseil constitutionnel se refusant à contrôler lui-même l'application de l'article 55 de la Constitution, il en résultait nécessairement que cet article devait être appliqué par les tribunaux ordinaires. L'article 55 de la Constitution devait ainsi, à la lumière de la décision du 15 janvier 1975, être analysé comme renfermant une délégation de pouvoir au profit des juges pour écarter les lois contraires à des engagements internationaux de la France.
La Cour de cassation avait aussitôt fait sienne cette solution dans un arrêt de chambre mixte du 24 mai 1975 Société des cafés Jacques Vabre. Le Conseil constitutionnel (en tant que juge des élections législatives, présidentielles et des opérations référendaires) a fait de même avec la décision n° 88-1082/1117 du 21 octobre 1988 « Élections législatives dans la 5e circonscription du Val d'Oise ». Avec l'arrêt Nicolo, le Conseil d'État s'est rallié à cette formule.
Les conséquences de ce ralliement ont été considérables : elles ont permis l'introduction pleine et entière dans le droit français du droit communautaire et de la Convention européenne de sauvegarde des droits de l'homme et des libertés fondamentales. Cette dernière a notamment révolutionné la procédure devant les juridictions administratives (avec le droit au procès équitable consacré par l'article 6, qui a notamment conduit à généraliser le principe de publicité de l'audience devant les ordres professionnels) ou encore le droit des étrangers (avec le droit de mener une vie familiale normale, issu de l'article 8).